# Mistrzostwa Polski Akademickiego Związku Sportowego w Lekkoatletyce 2009
Mistrzostwa Polski Akademickiego Związku Sportowego w Lekkoatletyce – zawody lekkoatletyczne, które zostały zorganizowane na stadionie warszawskiej Akademii Wychowania Fizycznego 23 oraz 24 maja 2009 roku.

## Rezultaty

### Mężczyźni
| Konkurencja:       | Mistrz Polski AZS                                                 | Klub                     | Rezultat |
| 100 m              | Maciej Samborski                                                  | AZS AWF Kraków           | 10,58    |
| 200 m              | Dariusz Kuć                                                       | AZS AWF Kraków           | 20,93    |
| 400 m              | Patryk Baranowski                                                 | AZS Łódź                 | 47,83    |
| 800 m              | Artur Ostrowski                                                   | Olimpia Poznań           | 1,50:35  |
| 1500 m             | Szymon Sznura                                                     | AZS Poznań               | 3,53:44  |
| 3000 m             | Szymon Sznura                                                     | AZS Poznań               | 8,16:58  |
| 110 m ppł          | Maciej Wojtkowski                                                 | AZS AWF Warszawa         | 14,41    |
| 400 m ppł          | Rafał Ostrowski                                                   | AZS AWF Katowice         | 51,70    |
| Sztafeta 4 × 100 m | Michał Bielczyk Piotr Oganiaczyk Jarosław Kulesza Michał Łukasiak | AZS AWF Warszawa         | 40,68    |
| Sztafeta 4 × 400 m | Kamil Gawryś Bartosz Witkowski Michał Podolak Kacper Kozłowski    | AZS UWM Olsztyn          | 3,13:43  |
| Skok wzwyż         | Adam Jabłoński                                                    | AZS Poznań               | 2,08     |
| Skok o tyczce      | Łukasz Michalski                                                  | SL WKS Zawisza Bydgoszcz | 5,60     |
| Skok w dal         | Konrad Podgórski                                                  | AZS AWF Biała Podlaska   | 7,40     |
| Trójskok           | Paweł Kruhlik                                                     | AZS AWF Wrocław          | 16,57    |
| Pchnięcie kulą     | Kamil Bełz                                                        | AZS AWF Biała Podlaska   | 18,75    |
| Rzut dyskiem       | Kamil Bełz                                                        | AZS AWF Biała Podlaska   | 58,38    |
| Rzut młotem        | Arkadiusz Milkiewicz                                              | Żak Wałcz                | 64,46    |
| Rzut oszczepem     | Paweł Rakoczy                                                     | AZS AWFiS Gdańsk         | 79,73    |

### Kobiety
| Konkurencja:       | Mistrzyni Polski AZS                                                      | Klub                        | Rezultat |
| 100 m              | Iwona Ziółkowska                                                          | AZS Poznań                  | 11,56    |
| 200 m              | Anna Kiełbasińska                                                         | AZS AWF Warszawa            | 23,93    |
| 400 m              | Agata Bednarek                                                            | AZS Łódź                    | 55,49    |
| 800 m              | Angelika Cichocka                                                         | ULKS Talex Borzytuchom      | 2:04,74  |
| 1500 m             | Agnieszka Ciołek                                                          | AZS AWF Wrocław             | 4:34,79  |
| 3000 m             | Agnieszka Ciołek                                                          | AZS AWF Wrocław             | 9:27,91  |
| 100 m ppł          | Kaja Tokarska                                                             | AZS AWF Warszawa            | 13,76    |
| 400 m ppł          | Marta Chrust-Rożej                                                        | AZS AWF Wrocław             | 58,61    |
| Sztafeta 4 × 100 m | Aneta Jakóbczak Iwona Ziółkowska Monika Wieczorkiewicz Dorota Jędrusińska | AZS Poznań                  | 45,78    |
| Sztafeta 4 × 400 m | Marzena Wolska Joanna Kuś Jolanta Handzlik Tina Polak                     | AZS AWF Katowice            | 3:49,30  |
| Skok wzwyż         | Karolina Błażej                                                           | AZS AWF Kraków              | 1,82     |
| Skok o tyczce      | Joanna Piwowarska                                                         | AZS AWF Warszawa            | 4,30     |
| Skok w dal         | Teresa Dobija                                                             | AZS Łódź                    | 6,49w    |
| Trójskok           | Monika Olkiewicz                                                          | AZS AWF Gorzów Wielkopolski | 12,72    |
| Pchnięcie kulą     | Magdalena Sobieszek                                                       | AZS AWF Warszawa            | 16,56    |
| Rzut dyskiem       | Żaneta Glanc                                                              | AZS Poznań                  | 60,59    |
| Rzut młotem        | Małgorzata Zadura                                                         | AZS AWF Warszawa            | 65,82    |
| Rzut oszczepem     | Magdalena Czenska                                                         | AZS AWF Warszawa            | 52,51    |